# غيونغك دايجون
غيونغك دايجون (بالكورية: 경국대전) هو قانون مدني كامل يضم جميع القوانين والعادات والمراسيم التي أصدرت منذ نهاية سلالة غوريو وحتى العهد المبكر من سلالة جوسون. القانون كان أساساً للسياسات في جوسون لمدة تزيد عن 500 سنة. أصدر القانون في سنة 1485 وهي السنة السادسة عشر من حكم الملك سونغجونغ، وذلك بعد مراجعة النسخة الأولى الكاملة والمعروفة باسم غيونغجي يكجون (經濟六典 / القوانين الستة للحكم) والنسخة المعدلة منها والمعروفة باسم «سوكيُكجون» (續六典 / القوانين الستة المعدلة للحكم) واللذين أصدرا في عهد مؤسس جوسون الملك تايجو.